# Translittération VPMC
La translittération VPMC (chinois : VPMC 转写 ; pinyin : VPMC zhuǎnxiě ou encore 鲍培（氏）转写, Bàopéi(shì) zhuǎnxiě), également appelée Vladimirtsov-Mostaert, est une méthode de translittération de l'écriture mongole dite traditionnelle en caractères latins.
VPMC sont les initiales de ses quatre créateurs : le mongoliste, linguiste, ethnologue et orientaliste russe, Boris Vladimirtsov ; le linguiste soviétique Nicolas Poppe ; le missionnaire chrétien, linguiste et ethnologue belge Antoon Mostaert et le sinologue américain Francis Woodman Cleaves.